# Quince
El quince (15) es el número natural que sigue al 14 y precede al 16. Proveniente del latín quindĕcim, quince es la yuxtaposición del 1 y el 5.

## Matemática
- Un número compuesto; sus divisores propios son: 1, 3 y 5. Como la suma de sus divisores propios es 9 < 15, se trata de un número defectivo. La suma de sus divisores 1, 3, 5 y 15 = 24.[3]
- Un número semiprimo.
- Número libre de cuadrados.
- 5.º número de Bell (es decir, el número de particiones de un conjunto de tamaño 4).[4]
- Doble factorial de 5.
- Es un número hexagonal.
- Un número triangular.
- Es un número de la suerte.

- Es la constante mágica de un cuadrado mágico de 3 × 3.

- Un número de pastel.

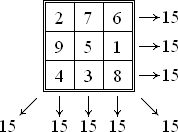
Cuadrado mágico de 3 × 3 con constante mágica 15.

- Hay quince emparejamientos perfectos del grafo completo K6.Emparejamientos perfectos del grafo completo K6

Árboles binarios con raíces diferentes.

Emparejamientos perfectos del grafo completo K_{6}

- Hay quince árboles binarios con raíces diferentes.
- Un pentadecágono es un polígono de 15 lados y 15 vértices.
- Como 15 = 3 × 5, un producto de distintos primos de Fermat , un pentadecágono regular es construible usando regla y compás.
- El algoritmo de Shor fue demostrado en 2001 por un grupo en IBM, que factorizo 15 en sus factores 3 y 5.
- (15, 16) es la tercera pareja Ruth-Aaron.
- Forma parte de la terna pitagórica ( 8, 15, 17).
- Número de Størmer.

## Química
- Es el número atómico del fósforo (P).
- El grupo 15 de la tabla periódica es el del nitrógeno.

## Astronomía
- Objeto de Messier M15 es un cúmulo globular situado en la constelación de Pegaso.
- Objeto del Nuevo Catálogo General NGC 15 es una galaxia espiral ubicada en la constelación de Pegaso.
- (15) Eunomia es un asteroide perteneciente al cinturón de asteroides.
- 15 Leonis Minoris (15 LMi) es una estrella enana amarilla que se encuentra dentro de la constelación de la Osa Mayor.

## Devoción católica del Santo Rosario
- Las quince promesas de la Virgen María que el beato Alano de la Roca (en francés, Alain de La Roche) declaró recibir de la Virgen María, destinadas a quienes recen devotamente el Santo Rosario.

## Movimiento
- Movimiento de indignados 15-M